# Sirakouti
Sirakouti (ou Sedakoutou, Sira Konti, Serakouti) est une localité du Cameroun située dans le département du Mayo-Tsanaga et la Région de l'Extrême-Nord, à proximité de la frontière avec le Nigeria. Elle fait partie de la commune de Mogodé et du canton de Mogodé rural.

## Population
En 1966-1967, Sirakouti comptait 1 711 habitants, pour la plupart des Kapsiki. À cette date, elle disposait d'un marché hebdomadaire régional le samedi et d'une école catholique.
Lors du recensement de 2005, elle en comptait 8 014.